# Brentford Football Club 2020-2021
Questa voce raccoglie le informazioni riguardanti il Brentford Football Club nelle competizioni ufficiali della stagione 2020-2021.

## Maglie e sponsor
| Casa | Trasferta | Terza maglia |

Sponsor ufficiale: Utilita
Fornitore tecnico: Umbro

## Organico

### Rosa
Rosa aggiornata all'1º febbraio 2021.
| N. |                        | Ruolo | Calciatore         |
| -- | ---------------------- | ----- | ------------------ |
| 1  | Spagna (bandiera)      | P     | David Raya         |
| 3  | Inghilterra (bandiera) | D     | Rico Henry         |
| 4  | Inghilterra (bandiera) | D     | Charlie Goode      |
| 5  | Inghilterra (bandiera) | D     | Ethan Pinnock      |
| 6  | Danimarca (bandiera)   | C     | Christian Nørgaard |
| 7  | Spagna (bandiera)      | C     | Sergi Canós        |
| 8  | Danimarca (bandiera)   | C     | Mathias Jensen     |
| 9  | Danimarca (bandiera)   | A     | Emiliano Marcondes |
| 14 | Inghilterra (bandiera) | C     | Josh Dasilva       |
| 15 | Finlandia (bandiera)   | A     | Marcus Forss       |
| 17 | Inghilterra (bandiera) | A     | Ivan Toney         |
| 18 | Svezia (bandiera)      | D     | Pontus Jansson     |
| 19 | Francia (bandiera)     | C     | Bryan Mbeumo       |
| 20 | Iran (bandiera)        | C     | Saman Ghoddos      |
| 22 | Danimarca (bandiera)   | D     | Henrik Dalsgaard   |
| 24 | Ghana (bandiera)       | C     | Tariqe Fosu        |

| N. |                          | Ruolo | Calciatore              |
| -- | ------------------------ | ----- | ----------------------- |
| 25 | Inghilterra (bandiera)   | P     | Ellery Balcombe         |
| 26 | Grenada (bandiera)       | C     | Shandon Baptiste        |
| 27 | Germania (bandiera)      | C     | Vitaly Janelt           |
| 28 | Inghilterra (bandiera)   | P     | Luke Daniels            |
| 29 | Danimarca (bandiera)     | D     | Mads Bech Sørensen      |
| 30 | Danimarca (bandiera)     | D     | Mads Roerslev Rasmussen |
| 32 | Inghilterra (bandiera)   | C     | Paris Maghoma           |
| 33 | Svezia (bandiera)        | C     | Fredrik Hammar          |
| 34 | Scozia (bandiera)        | A     | Aaron Pressley          |
| 35 | Scozia (bandiera)        | D     | Kane O'Conner           |
| 36 | Inghilterra (bandiera)   | D     | Fin Stevens             |
| 37 | Irlanda (bandiera)       | A     | Alex Gilbert            |
| 38 | Inghilterra (bandiera)   | C     | Max Haygarth            |
|    | Danimarca (bandiera)     | D     | Luka Racic              |
|    | Nuova Zelanda (bandiera) | D     | Winston Reid            |